# 전황
전황(全黃, 1927년 ~ 2015년)은 한국 무용가이고 서울 출신이다. 함남 상업학교를 졸업하고 1946년에 최승희 무용연구소에서 사사했다. 1963년 서울민속가무단·예그린악단 무용부장, 64년 국악협회 무용분과 위원장, 64년 국악협회 이사, 70년 한국민속무용단 이사 겸 지도위원 등을 역임했다. 1964년 전황 민속무용발표회를 개최(국립극장)했고 그 후 일본·멕시코·동남아·유럽 일대를 순회공연했다. 1969년·70년·71년·72년에 각각 문공부장관 표창을 받았으며, 주요작품으로는 <장고춤> <부채춤> <농악> 등이 있다.